# Partridge Nunatak
Partridge Nunatak är en nunatak i Antarktis. Den ligger i Västantarktis. Inget land gör anspråk på området. Toppen på Partridge Nunatak är 730 meter över havet.
Terrängen runt Partridge Nunatak är kuperad norrut, men söderut är den platt. Trakten är obefolkad. Det finns inga samhällen i närheten.